# Ranissus albiceps
Ranissus albiceps är en insektsart som beskrevs av Alexander Fyodorovich Emeljanov 1998. Ranissus albiceps ingår i släktet Ranissus och familjen Dictyopharidae. Inga underarter finns listade i Catalogue of Life.